# Club Atlético Portoviejo
El Club Atlético Portoviejo es un equipo de fútbol profesional de la ciudad de Portoviejo, Provincia de Manabí, Ecuador. Fue fundado el 27 de septiembre de 1961. Se desempeña en la Segunda Categoría de Ecuador.
Está afiliado a la Asociación de Fútbol No Amateur de Manabí.

## Historia
El club fue fundado el 27 de septiembre de 1961, casi al mismo tiempo que nacía la Asociación de Fútbol No Amateur de Manabí, en honor a la ciudad donde fue su fundación se puso el nombre de Club Atlético Portoviejo, empezó participando en campeonatos amateur y barriales donde tuvo destacadas actuaciones, con la nueva asociación provincial formada el equipo se afilia al fútbol profesional para poder participar de torneos organizados por la FEF. Sus participaciones en los torneos de Segunda Categoría fueron discretas las primeras temporadas, hubo algunas en las cuales el equipo no pudo participar por falta de recursos económicos, las temporadas más recientes son de las que se tiene más registros.
En 2013 el equipo realizó un torneo bastante irregular donde lo más destacable fue un empate 1-1 ante Delfín Sporting Club en el Estadio Jocay de Manta, Atlético Portoviejo se puso adelante en el marcador por medio de Diego Ayoví a los 10 minutos del primer tiempo, Delfín empataría el partido con gol de tiro penal de Álex George a los 77 minutos, más tarde ese año Delfín SC ascendería a la Serie B.
En la temporada 2014 fue una de las más difíciles para el equipo, en ese torneo en la primera fase estuvo en el grupo 2 junto con Magaly Masson de El Carmen, Los Canarios de Puerto López y Cañita Sport de Portoviejo, al final de esa fase el Atlético fue excluido del torneo por una agresión a los árbitros en el partido de la fecha 4 ante Los Canarios en el Estadio Virgilio Muñoz, aquel partido la victoria se la llevó Los Canarios con marcador 2-1.
En el 2015 tras superar los problemas de la temporada pasada, Atlético Portoviejo en la primera fase del torneo provincial estuvo en el grupo 7 con Deportivo Calceta y Cañita Sport, durante gran parte de esa etapa estuvo en el primer lugar del grupo pero tras caer derrotado 2-4 en la fecha 5 de local ante Calceta condicionó sus opciones de avanzar a la siguiente ronda, así en la última fecha Portoviejo tuvo descanso y Deportivo Calceta ganó 4-0 y avanzó de etapa, para Atlético Portoviejo fue un fracaso total y ahí concluyó su participación.
El torneo 2016 fue muy irregular esto debido al terremoto de Ecuador de 2016, tras este terrible desastre muchos equipos, entre ellos Atlético Portoviejo, desistieron de participar en el campeonato provincial de ese año, de esa manera buscaron también planificar mejor la siguiente temporada.
En la temporada 2017 se produce el renacer del equipo, con una nueva directiva, que está conformada por Juan Brito Morán como presidente, José Fernández Zambrano como vicepresidente, Rosi del Rocío Vera como secretaria, y Danny Macías Mendoza como gerente, además de nuevos jugadores, el objetivo estaba claro lograr el ascenso a la Serie B de Ecuador, en la primera parte del año jugó el campeonato provincial contra otros 23 equipos, inicialmente estuvo en el grupo 4 con La Paz de Manta, Los Azules y Palmeiras de Junín, dominó con absoluta comodidad el grupo de principio a fin, obtuvo 13 puntos en 5 partidos jugados, 4 victorias y 1 empate, marcó 33 goles a favor y recibió 3 en contra, avanzó a la segunda ronda donde enfrentó en un play-off ida y vuelta a Juventud Italiana de Manta, Portoviejo apabulló al equipo mantense con un global de 14-2, en la tercera etapa así mismo play-off ida y vuelta tuvo un duro rival delante como fue Politécnico de Calceta que derrotó al equipo portovejense en un global de 3-4, pero avanzó de ronda como el mejor perdedor, en la fase final, las semifinales las jugó contra Galácticos FC de Montecristi, empataron 1-1 en el global pero por goles de visitante avanzó a la final, en esa instancia enfrentó a Grecia de Chone en un partido único jugado en el Jocay de Manta, Atlético Portoviejo se coronó campeón por primera vez en su historia tras derrotar al equipo chonero con un marcador de 2-0, esto le permitía avanzar a los zonales de Segunda Categoría 2017; la segunda parte del año jugó los zonales donde estuvo en la zona 3 junto con FC Insutec de Quevedo, Duros del Balón de Santa Elena, La Unión de Pujilí, 5 de Agosto de Esmeraldas y San Rafael de La Concordia, su actuación fue regular y terminó en el 5.° puesto con 10 puntos en 10 partidos jugados, tres ganados, uno empatado y seis perdidos, 11 goles a favor, 13 en contra, así terminó la temporada para el equipo, no se cumplió el objetivo pero dejó buenos sentimientos para la siguiente temporada.
La temporada 2018 es hasta ahora la de mejor registro para el aleti de portoviejo, en el campeonato provincial en la primera ronda estuvo en el grupo con Deportivo del Valle, Cristo Rey y Cañita Sport, el dominio absoluto se volvió a hacer presente, terminó con 18 puntos en 6 partidos jugados, 6 ganados, 36 goles a favor y 3 en contra, en la segunda ronda enfrentó a Deportivo Colón, lo derrotó con un abultado global de 16-0, en la tercera ronda derrotó a Peñarol de Chone con un global de 4-0, así avanzó por segunda temporada consecutiva hasta las instancias finales del torneo, la fase final consistió en un triangular junto con Malecón de Santa Ana y La Paz de Manta, Atlético Portoviejo dominó de principio a fin las 6 fechas, de esa manera se consagró por segundo año seguido campeón de la provincia, primera vez en la historia del equipo que se conseguía el bicampeonato, esto le permitió jugar los zonales de Segunda Categoría 2018; en los zonales estuvo en la zona 1 con Deportivo Quevedo, Águilas de Santo Domingo y Rocafuerte SC de Esmeraldas, finalizó en el primer lugar con 11 puntos en 6 partidos jugados, 3 victorias, 2 empates y 1 derrota, 9 goles a favor, 6 en contra, en la siguiente fase estuvo en el grupo C compartió con Brasilia de Esmeraldas, Espoli de Pichincha y Mineros SC de Bolívar, volvió a terminar en el primer lugar, consiguió 12 puntos, 4 victorias, 2 derrotas, 10 goles a favor y 6 en contra, esto le perimtió avanzar de manera histórica a la instancia final del torneo, el cuadrangular final que define los ascendidos a la Serie B, estuvo además con Alianza Cotopaxi, Duros del Balón de Santa Elena y Deportivo Quevedo, el objetivo del ascenso estaba cada vez más cerca. Siendo el equipo que partía como uno de los favoritos para conseguir el ascenso y durante 5 de las 6 fechas estuvo en zona de ascenso, el Atlético Portoviejo perdió sus dos últimos partidos contra Duros del Balón de local (0-1) y de visitante ante Alianza Cotopaxi (0-2), estas dos duras derrotas hicieron que termine en tercer lugar con 8 puntos en 6 partidos, tras 2 victorias, 2 empates y 2 derrotas, marcó 3 goles y recibió 4, el sueño de ascender a la Serie B se quedó a 1 punto.
También en el 2018 fue parte de los 48 equipos iniciales de la naciente Copa Ecuador 2018-19, en representación de la provincia de Manabí en la primera fase se enfrentó a otro equipo manabita, San Pedro de Picoazá, lo derrotó y avanzó de fase con un global de 8-1, en la segunda fase se enfrentó a FC Insutec de Quevedo, la llave terminó a favor del equipo de la provincia de Los Ríos con un global de 3-6.

## Estadio
El Estadio Reales Tamarindos es un estadio multiusos ubicado en la avenida Urbina y calle César Chávez Cañarte de la ciudad de Portoviejo, provincia de Manabí, Ecuador. Fue inaugurado el 7 de junio de 1970. Es usado mayoritariamente para la práctica del fútbol, y allí juega como local la Liga Deportiva Universitaria de Portoviejo, equipo de la Serie B del fútbol ecuatoriano. Su capacidad es de aproximadamente 21 000 espectadores.
El estadio fue construido en 1970 para que Liga Deportiva Universitaria de Portoviejo pueda jugar de local los partidos de Campeonato Nacional, al cual accedía por primera vez un equipo de Portoviejo. En su lugar estuvo el antiguo Estadio Municipal, propiedad de la Liga Cantonal de Fútbol de la ciudad, que era muy pequeño y carecía de tribunas de cemento y otros requisitos para ser habilitado para partidos de Serie A. Al ser inaugurado, el Reales Tamarindos tenía una moderna tribuna de cemento, que es la que hoy es la tribuna principal; en esa época ya tenía el palco de prensa y parte del techo actuales, pero solo se extendía a lo largo de parte de la cancha. El resto de las tribunas eran la preferencia (opuesta a la tribuna) y las generales norte (custodiada por frondosos árboles de mango) y sur (esta última destinada a los niños), todas hechas de tablones de madera y que se extendían en forma de óvalo detrás de los arcos dejando espacio para una pista atlética. Luego se implementaron cuatro modernas torres de iluminación, y se construyó un marcador electrónico de fabricación húngara Electroimpex que todavía sigue en pie (aunque hoy abandonado y tapado detrás de la general norte).
El estadio desempeña un importante papel en el fútbol local, ya que clubes portovejenses como Liga de Portoviejo, Deportivo del Valle, Club Atlético Portoviejo, Green Cross de Manta y Delfín Sporting Club de Manta (provisionalmente) hacían y/o hacen de locales en este escenario deportivo.
A nivel nacional, el Reales Tamarindos fue sede de los VI Juegos Deportivos Nacionales Manabí 1985. Asimismo, el estadio acoge distintos eventos deportivos a niveles provincial y local (que también suelen realizarse en el Complejo Deportivo La California de Portoviejo).
Este escenario deportivo también es usado para varios eventos de tipo cultural, especialmente conciertos musicales (que también se realizan en el Coliseo Eloy Alfaro de Portoviejo).

## Datos del club
- Temporadas en Segunda Categoría: 6 (2013-Presente)
- Mayor goleada conseguida: 
  - En campeonatos nacionales: 12 a 0 a Palmeiras de Junín
- Mayor goleada encajada: 
  - En campeonatos nacionales:
- Máximo goleador:
- Mejor puesto en la liga: Primer lugar
- Peor puesto en la liga: Cuarto lugar
- Primer partido en campeonatos nacionales:

## Palmarés

### Torneos nacionales
| Competición                        | Títulos | Subcampeonatos |
| ---------------------------------- | ------- | -------------- |
| Segunda Categoría de Ecuador (0/0) |         |                |

### Torneos Provinciales
| Competición                       | Títulos    | Subcampeonatos |
| --------------------------------- | ---------- | -------------- |
| Segunda Categoría de Manabí (2/0) | 2017, 2018 |                |